# Eclissi solare del 10 giugno 2002
L'eclissi solare del 10 giugno 2002 è un evento astronomico che ha avuto luogo il suddetto giorno attorno alle ore 23:45 UTC.